# Javier Moro Lapierre
Javier Rafael Moro Lapierre (Madrid, 11 de febrer de 1955) és un escriptor, guionista i productor de cinema espanyol. En 2011 va obtenir el Premi Planeta per la novel·la L'imperi ets tu.

## Biografia
Javier Moro va néixer a Madrid i és fill del matrimoni format per l'espanyol Juliol Moro (mort en 1967) i la francesa Bernadette Lapierre, de professió traductora. Té a més un germà menor, i és nebot de l'escriptor francès Dominique Lapierre. Javier va estudiar el batxillerat al Liceu Francès de Madrid. Des de molt jove va viatjar amb el seu pare, executiu de TWA, a països d'Àfrica, Àsia i Amèrica. Aquests viatges en família, en els quals descobreix el món, constitueixen els millors records de la infància i deixen una petjada que apareixerà més tard en els seus llibres, encara que el pare de família morí de càncer quan Javier tenia només 12 anys.
Entre 1973 i 1978 estudia Història i Antropologia a la Universitat de Jussieu. Col·laborador assidu en mitjans de premsa estrangers i nacionals, ha treballat com a investigador en diversos llibres de Dominique Lapierre (del que és nebot carnal) i Larry Collins, coproducido pel·lícules com Valentina i 1919: Crónica del alba, ambdues basades en l'obra de Ramón J. Sender.
Per escriure la seva primera novel·la, Senderos de libertad (1992), "va viatjar durant tres anys per l'Amazònia en avioneta, canoa, autorcar i fins i tot a peu per reconstruir la història de Chico Mendes, un humil cauchero que es va convertir en símbol internacional de la defensa del medi ambient".
La seva segona novel·la, El pie de Jaipur, va aparèixer tres anys més tard i és la primera a estar ambientada, almenys en part, a Àsia: tracta d'un jove estudiant francès greument accidentat i un cambodjà supervivent de l'època dels khmers roigs que es coneixen en coincidir en una clínica i s'uneixen per enfrontar l'adversitat i lluitar en la vida. L'escriptora i periodista Maruja Torres va dir que aquesta obra "hauria de llegir-la tothom perquè tracta, com algun dels múltiples éssers reals que ho poblen diuen en algun moment, de l'important que és 'el que fem amb el que ens queda'. O sigui de la superació de frustracions".
A aquesta li van seguir altres tres llibres l'acció dels quals transcorre en aquest continent: Las montañas de Buda (1998) es desenvolupa en el Tibet; Era medianoche en Bhopal (2001), en l'Índia amb les dues novel·les següents (escrit amb Dominique Lapierre, tracta sobre el desastre de Bhopal, la catàstrofe química ocorreguda el 3 de desembre de 1984); Pasión india (2005), història de l'amor i la traïció entre la cantant espanyola Anita Delgado i l'el Maharajà de Kapurthala, Jagatjit Singh; i El sari rojo, que, segons ha explicat Moro, "és la història dramatitzada de la família Gandhi a través dels ulls de Sonia. L'obra va causar escàndol i irritació en l'Índia: "es van cremar exemplars del llibre i retrats" de Moro.
El seu setè llibre, El imperio eres tú, torna a estar ambientat a Amèrica del Sud: tracta sobre la vida de l'emperador Pere I de Brasil, que també va ser, per un breu període, rei de Portugal. La novel·la li va valer el Premi Planeta de 2011.
En 2015 publica A flor de piel, l'epopeia de Reial Expedició Filantròpica de la Vacuna, que incorpora els últims descobriments sobre el personatge històric d'Isabel Zendal Gómez, la infermera que va acompanyar als nens que van formar part d'aquella gesta, considerada com 'una de les majors empreses humanitàries de la història'.
Les seves novel·les han tingut gran acceptació de crítica i públic i han estat traduïts a diversos idiomes.
Javier Moro és patró de la Fundació "Ciudad de la Alegría".

## Obra
- Senderos de libertad, Seix Barral, 1992; basada en la història de Chico Mendes
- El pie de Jaipur, Seix Barral, 1995
- Las montañas de Buda, Seix Barral, 1998
- Era medianoche en Bhopal, Booket, 2001, escrit en col·laboració amb Dominique Lapièrre
- Pasión india, Lunwerg Editores, Colección Plawerg, 2005
- El sari rojo, Seix Barral, 2008
- El imperio eres tú, 2011, Premi Planeta 2011
- A flor de piel, Seix Barral, 2015